# 29 (песня)
«29» — песня, записанная американской певицей Деми Ловато для её восьмого студийного альбома Holy Fvck. Песня была выпущена в качестве третьего сингла с альбома 17 августа 2022 года.

## Предыстория и релиз

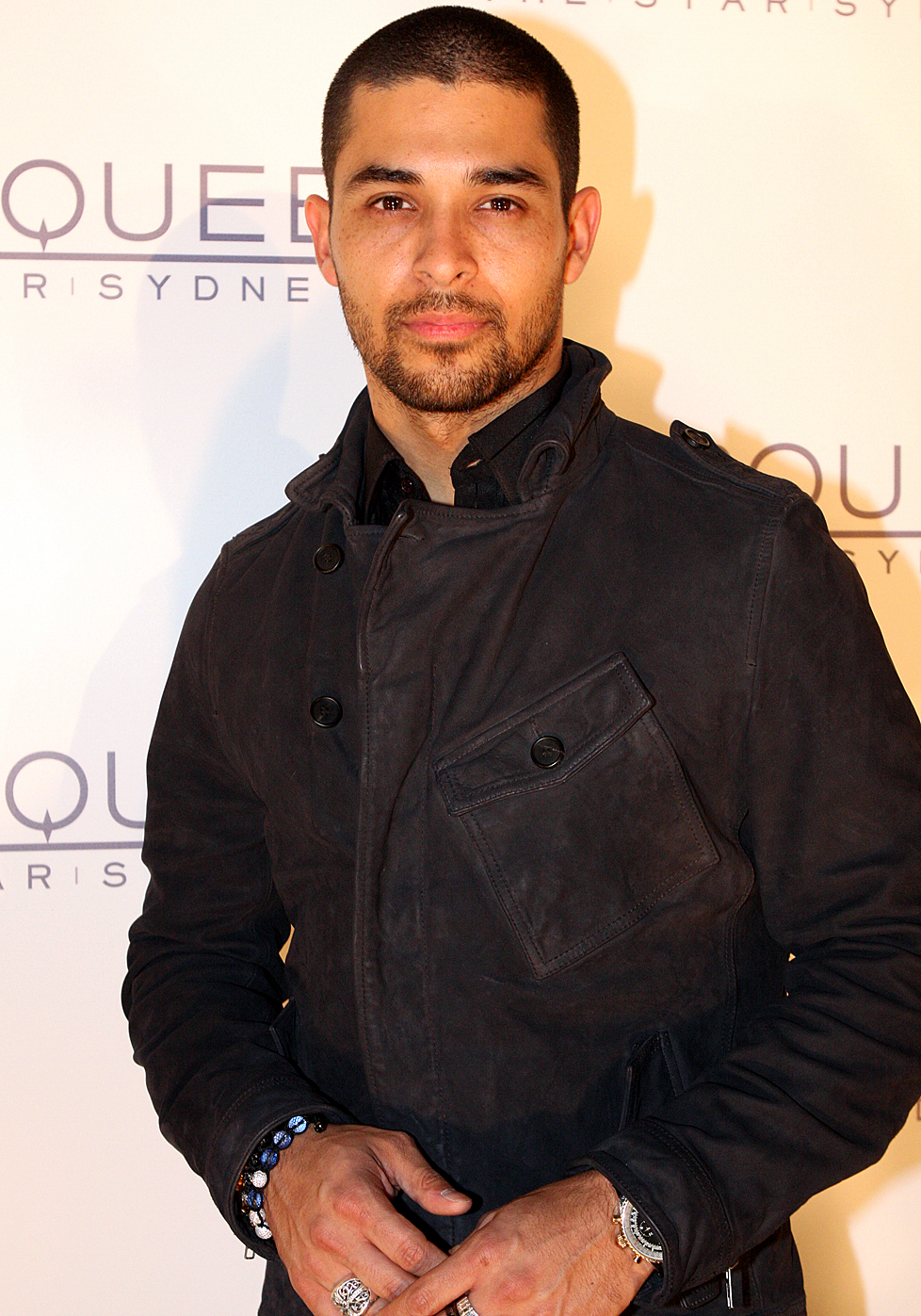
По мнению многих изданий, песня посвящена Уилмеру Вальдерраме (на фото).

Ловато впервые поделилась отрывком композиции в начале 2022 года, опубликовав его в Инстаграме, как и многие другие отрывки, на тот момент ещё неизданных песен. Летом того же года, сниппет песни был загружен на платформу TikTok. С того момента, многие издания и фанаты начали предполагать, что лирика песни посвящена бывшему парню певицы — Уилмеру Вальдерраме. Пара начала встречаться в 2010 году, когда Ловато было 17 лет, а Вальдерраме 29.
Ловато призналась, что она нервничала, перед выпуском песни. В интервью Зейну Лоу певица заявила: «Я бы солгала, если бы сказала, что у меня не было большого беспокойства по поводу выпуска этой песни. Я просто сказала: ‘Я должна пойти на это. Я должна признать свою правду'». Касаемо создания песни, певица отметила: «29-летие стало для меня огромным открытием, а затем, начав лечение и получив осознание, я преобразилась, высвободила эмоции, которые были вложены в эту песню». Она добавила: «Вы не можете разделить с кем-то шесть лет и не отдать ему частичку своего сердца, и наоборот. Я почти уверена, что не встречу никого, кто мог бы сравниться с ним».
17 августа 2022 песня была выпущена в качестве третьего сингла с альбома Holy Fvck.

## Коммерческий приём
В США, «29» дебютировал на 96-й строчке чарта Billboard Hot 100, став первым синглом с Holy Fvck, который смог дебютировать в нём. Также, сингл достиг 7 и 8 позиции в чартах Hot Alternative Songs и Hot Rock Songs соответственно. В Канаде сингл дебютировал на 95-й позиции.

## Живые выступления
Ловато исполнила песню на The Tonight Show 18 августа 2022 года. Также песня была включена в сет-лист тура Holy Fvck,

## Чарты
| Чарт (2022)                                  | Высшая позиция |
| -------------------------------------------- | -------------- |
| Канада (Billboard Canadian Hot 100)          | 95             |
| Новая Зеландия (RMNZ Hot Singles)            | 14             |
| США (Billboard Hot 100)                      | 96             |
| США (Billboard Alternative Airplay)          | 7              |
| США (Billboard Hot Rock & Alternative Songs) | 8              |

## История выпуска
| Регион | Дата            | Формат                         | Ист.   |
| ------ | --------------- | ------------------------------ | ------ |
| Мир    | 17 августа 2022 | Цифровая дистрибуция, стриминг | [ 18 ] |